# 陳姿伶
阿慕伊·牧娃凱（1960年1月15日—），中文名陳姿伶，阿美族人，出生於台東縣都蘭部落，中國國民黨平地原住民政治人物。現任桃園市政府原住民族行政局局長，曾任桃園市平地原住民市議員、立法委員廖國棟辦公室主任、中華民國原住民知識經濟發展協會理事長，台灣原住民族企業人協會理事長，活力E起舞動母語歌舞劇競賽執行長，國際蘭馨交流協會中華民國總會常務理事，桃園市蘭馨關懷協會榮譽理事長，世界和平婦女會台灣總會監事，台北市美倫國際蘭馨交流協會會長，歷年來致力推動台灣原住民各族語言、樂舞、藝術文化向下紮根，恢弘復振；改善原住民弱勢族群、老人、婦女、女孩生活。

## 生平
早年投入後山醫護服務，阿慕伊的專長是麻醉護理專業，自屏東慈惠護專畢業後，先後任職於公部門「台東衛生局」及「署立台東醫院」（現已更名為衛生福利部臺東醫院），後來轉往「台東馬偕醫院」、「台東基督教醫院」任職護理部主任及擔任麻醉工作。之後隨丈夫廖國棟醫師在長濱衛生所擔任護理工作；期間前往「長庚護專」並在「長庚醫院」帶職進修三年，直到廖醫生診所開業後擔任護理長一職。
自廖國棟立法委員從政後，長期在國會辦公室擔任辦公室主任，與廖委員一起深入全台原鄉部落及都會原民地區為族人提供服務，如職業訓練、原鄉長照服務、老人服務、獨居老人及中低收入送餐服務、等，參與各類祭典與活動，了解族人同胞的心聲與需求。帶領年輕原民學子進行兩岸文化交流、與廖委員出訪南島國家推動文化外交、舉辦活力E起舞動母語歌謠暨歌舞劇競賽，復振原住民母語及樂舞文化。

## 經歷事蹟

##### 舉辦活力E起舞動歌舞劇競賽
「活力E起舞動」」全國原住民族青少年及兒童母語歌舞劇競賽，於2003年開始舉辦，至今邁向第16年。從最初的國小母語歌謠競賽，於2006年晉升為歌舞劇的模式，同時還增加了國中組及高中組；2009年更拓展大學（專）組。為了讓更多學校參賽，且考量學校參加歌舞劇的門檻較高，2017年再增辦不分組歌謠競賽。以吸引更多原住民學子在課業之餘學習母語，激發藝術創作才能，讓原住民族的文化得以在現有教育體制中發揚並傳承。

##### 獲頒全國幸福家庭模範表揚
阿慕伊與廖國棟結縭三十三年，二〇一七年獲頒「聯合國NGO世界和平婦女會台灣總會」全國幸福家庭模範的表揚。

##### 協助八仙塵爆中受傷的二十二位原住民青年
阿慕伊在擔任台北美倫分會會長時，得到美國總會的資助，協助當時八里八仙塵爆中受傷的二十二位原住民青年，以及隔年在桃園發生的排灣族住宅區火燒家後的善後工作。

##### 辦理台東社區日間托老服務中心
阿慕伊擔任東甯志工服務協會理事長期間，辦理經由多處台東社區關懷據點，調整成日間托老服務中心模式。服務項目包括：醫護諮詢保健、老人安養服務、獨居老人及中低收入送餐服務等工作。

##### 兩岸少數民族文化交流
近二十年來，擔任立法委員廖國棟國會辦公室主任期間，帶領年輕學子進行兩岸少數民族文化交流，與大陸各界加強與台灣原住民族交流互動合作。受邀參加的交流活動如：全國台聯舉辦的「千人夏令營及冬令營」、大陸國家民委每年秋季舉辦「兩岸少數民族中秋聯歡晚會」及「農曆三月三少數民族節慶活動」、國台辦舉辦「台灣少數民族至內地各省市參訪交流活動」、「滬台兩岸中學生文藝交流活動」、陝西西安「兩岸中學生文化交流活動」……等。

## 外部連結
- 我們一起追夢-議員陳姿伶Amuy.Muwakay 官網 （页面存档备份，存于）
- 陳姿伶Amuy.Muwakay 臉書粉絲團